# 塞尔努瓦
塞尔努瓦（法語：Cernoy，法語發音：[sɛʁnwa]）是法国瓦兹省的一个市镇，位于该省中部，属于克莱蒙区。

## 地理
塞尔努瓦（49°26'26"N, 2°32'26"E）面积4.91 平方千米，位于法国上法蘭西大區瓦兹省，该省份为法国北部内陆省份，北起索姆省，西接厄尔省和滨海塞纳省，南至塞纳-马恩省和瓦兹河谷省，东临埃纳省。
与塞尔努瓦接壤的市镇（或旧市镇、城区）包括：巴约勒勒索克、克雷松萨克、富约斯、诺鲁瓦、普龙勒鲁瓦。

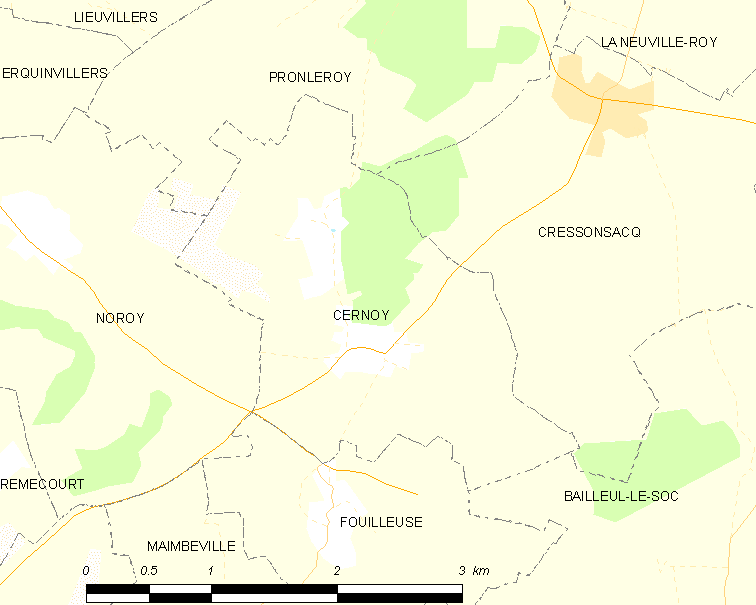
塞尔努瓦的OSM定位图

塞尔努瓦的时区为UTC+01:00、UTC+02:00（夏令时）。

## 行政
塞尔努瓦的邮政编码为60190，INSEE市镇编码为60137。

## 政治
塞尔努瓦所属的省级选区为埃斯特雷圣但尼县。

## 人口

1962-2008年间塞尔努瓦人口变化图示

塞尔努瓦于2022年1月1日时的人口数量为294人。